# 蠱惑 (小說)
《蠱惑》是倪匡筆下科幻小說衛斯理系列之一, 系列編號22，連載於1968年2月16日至4月7日的《明報》 。故事主題是『蠱』的真相，是一個愛情故事，書名「蠱惑」表示「蠱的迷惑」，而不是現今粵語詞彙『善於欺騙』的意思。

## 故事大綱[2]

### 闔家上下神態可疑
二十多年前，好管閒事的衛斯理還是一個熱血青年，坐火車前往蘇州，參加少年時代的好友-葉家祺的婚禮。他在火車上遇見兩個帶著竹籠身著奇異服裝的老人與少年人，雖然意外惹惱對方，被斥喝的衛斯理不以為意。

### 大少爺身上發生了怪事
衛斯理到達葉家祺的大宅，發現大宅內的人神情有異樣，引起衛斯理懷疑，旁敲側擊地從一位簡稱老張的車伕得知葉家祺的近況，指葉家祺被狐仙迷住，更曾發狂持刀傷人。

### 不斷的死亡威脅
衛斯理與葉家祺會面時，葉家祺突然發難。衛斯理為了找出原因，跟著葉家祺到一間小旅店，發現有兩個人以死亡威脅著葉家祺。

### 苗疆奇遇
衛斯理與葉家祺一路駕車往上海時，葉家祺講述當時苗疆之旅，邂逅苗族女子芭珠。芭珠的父親向葉家祺下了『心蠱』，並提出兩人婚事。葉家祺被告知不能離開當地超過一年或與其他人結婚，否則將會慢慢變得瘋狂，在結婚的第二天早上慘死。

### 美女芭珠
葉家祺在上海接受會診，證明其身體極其健康。衛斯理懷疑葉家祺精神失常原自自身恐懼，便與葉家祺一起返回蘇州繼續籌備婚禮。衛斯理透過葉家祺的妹妹找到住在祠堂的芭珠，芭珠向衛斯理解釋『心蠱』，並在衛斯理央求下向衛斯理下了心蠱。

### 可憐的新娘
葉家祺離世，醫生解剖後得出死因是嚴重心臟病，但不知為何有這個死因。衛斯理和葉家祺的妻子見面，只告訴她葉家祺有心臟病，隱瞞了蠱的秘密。

### 河上的葬禮
衛斯理執意進入苗疆，四周卻傳來陣陣哀歌聲。衛斯理發覺芭珠死了，原因芭珠未能令受蠱的人回心轉意，只能以死尋求解脫。衛斯理為了蠱，在當地與國際細菌學權威平納教授會面交談。

### 「蠱」的假設
平納教授提出對蠱的研究和假設。衛斯理離開前，被芭珠的父親下蠱，要求衛斯理最少保守秘密20年，否則將受極大的痛苦而死。

## 廣播劇
- 香港商業電台以粵語於1988年星期一至五，每日下午二時正首播《蠱惑》廣播劇廣播劇，合共6集。為商台衛斯理廣播劇系列第卅六個故事。
  - 監製：金貴
  - 改編：唐寧
  - 配音
    - 朱子聰 飾演 衛斯理
    - 陳　森 飾演 老張
    - 李學明 飾演 葉家祺
    - 李少蕙 飾演 芭珠
    - 陳永信 飾演 猛哥
    - 金　貴 飾演 京版
    - 翠　碧 飾演 四姨
    - 周慶樑 飾演 平納教授
    - 朱雪梅 飾演 葉老太太
    - 莫佩雯 飾演 王小姐
    - 吳忠泰 飾演 茶房
    - 石景初 飾演 德國醫生
    - 葉　佳 飾演 苗人
    - 甄錦華 飾演 彪形大漢/男工人/醫生/苗人

## 電視劇
- 《衛斯理》（The 'W' Files），無綫電視翡翠台劇集，於2003年6月2日首播，監製張乾文，八個故事共30集，《蠱惑》為其中一個被改編的故事。故事背景則設定為1930年代的上海，角色和情節都與原著有較大的差異。
  - 羅嘉良 飾演 衛斯理
  - 蒙嘉慧 飾演 白素
  - 譚小環 飾演 芭珠
  - 殷櫻 　飾演 芭芝

| 前任者： 021 訪客、虛像 | 衛斯理系列（按編號） 022 （包括再來一次）            | 繼任者： 023 狐變、聚寶盆 |
| 前任者： 換頭記         | 衛斯理系列（按連載時序） 1968年2月16日至1968年4月7日 | 繼任者： 奇門             |

1. ↑  .   [2020-08-01]. （原始内容存档于2012-04-05）.
2. ↑  .   [2021-05-15]. （原始内容存档于2017-06-17）.